# Stavok, Turiisk
Stavok (în ucraineană Ставок) este un sat în comuna Kulciîn din raionul Turiisk, regiunea Volînia, Ucraina.

## Demografie
Componența lingvistică a localității Stavok
     Ucraineană (100%)
Conform recensământului din 2001, toată populația localității Stavok era vorbitoare de ucraineană (100%).